# 급한곳
급한 곳은 시급하게 착수해야 할 곳이다. 근거와 관련된 자리이자 전투가 벌어지는 '공격과 수비의 요처'로 실전에서는 대체적으로 큰곳보다 우선하여 착수한다.